# ムーバーン
ムーバーン（Muban; タイ語: หมู่บ้าน タイ語発音: [mùː.bâːn]）はタイ語・ラオス語の語彙で村という意味。ムーという〈集まり〉を意味する言葉と、バーンという〈家〉を意味する言葉からなる。略してバーンという言い方もされ、ラオスではバーンの語が地方行政区分として使われている。
タイにおいては、ムーバーンは正式にはバーンと略されないで使われる。こちらもラオスと同じく地方行政の単位で、タンボン（町）の下位にあり、地方行政最下位の組織である。通常「村」と訳される。ラーマ5世のチャックリー改革によりモントンと呼ばれる州制が確立されたときに、現在のムーバーンの形態が確立していた。この行政区の長の村長（ผู้ใหญ่บ้าน）は住民から直接選挙によって選ばれ、その他2名の村人がその秘書となる。モントン成立当時から、この村長の選挙には男女参加の選挙が行われていたという。しかしながら、村の行政は村長に任せっきりになっており、秘書などの人材は有効には使われていないといわれる。なお、バンコクでムーバーンというと路地裏を中心とする一つの住宅街のことを意味する。